# Ванакт

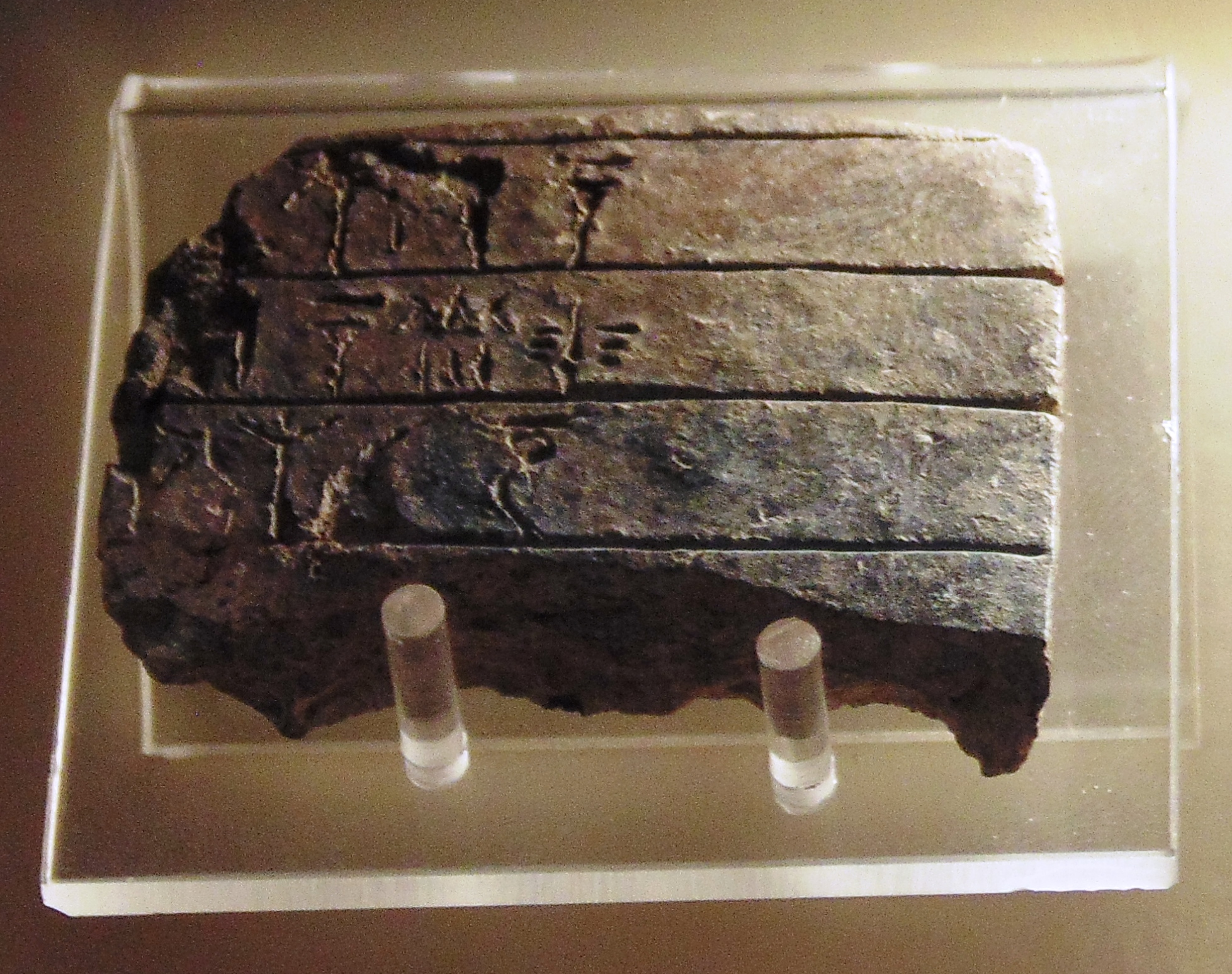
Глиняна табличка мікенської доби зі словом «ванакт». Археологічний музей Фів

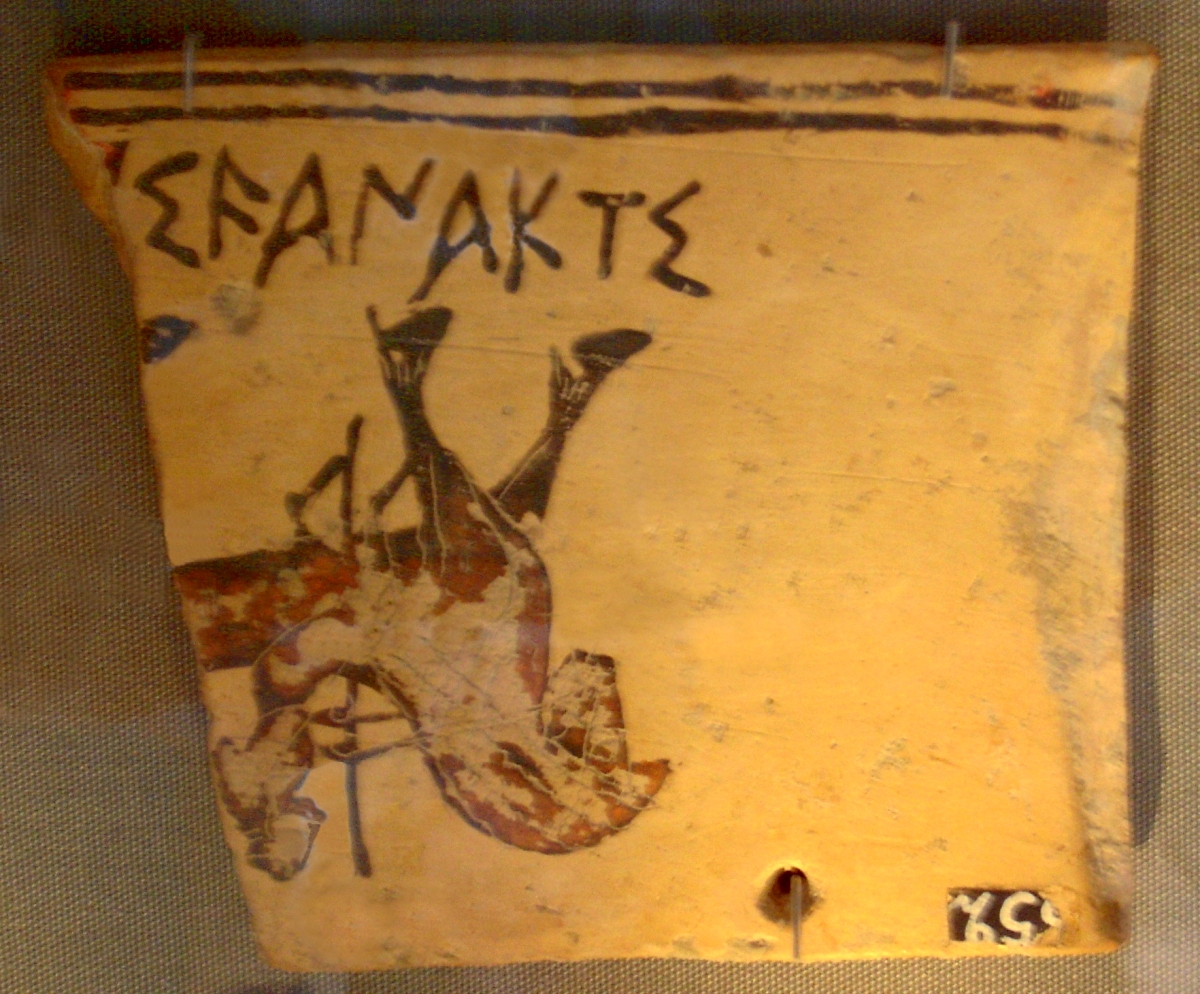
Фрагмент вази архаїчної доби зі словом «ванакт» (Ι ϜΑΝΑΚΤΙ, i wanakti — цареві), зображений догори дном. Берлінське античне зібрання

Ва́накт, ва́накс (дав.-гр. ϝάναξ, wánax) — титул грецьких володарів мікенської доби. Жіноча форма титулу — ванасса (дав.-гр. ϝάνασσα, wánassa). Ймовірно є запозиченим в мінойців або карійців (відомий принаймні один карійський володар з іменем Анакт, яке може бути просто переінакшеним титулом).
Українською слово «ванакт» зазвичай перекладають як «цар» (а «ванасса», відповідно, «цариця»).
Після дорійської навали титул виходить з вжитку і витісняється терміном «басилевс», яким за мікенських часів позначали вождя окремого племені або ж навіть сільського старосту. За часів Гомера, а іноді навіть пізніше саме слово «ванакт» використовували надзвичайно рідко, і здебільшого щодо легендарних володарів давнини на кшталт Агамемнона. В якості царського титулу, імовірно, і надалі використовувався в Анатолії — відомо, що цей титул мав фригійський володар Мідас.
В Греції за класичних часів Анактами називали також Діоскурів, другорядних божеств, яких вштановували в Аттиці, Арголіді та Фокіді.